# Marie Trellu-Kane
Marie Trellu-Kane est la présidente exécutive et cofondatrice d’Unis-Cité.

## Biographie
Présidente Exécutive et fondatrice d’Unis-Cité, association pionnière et experte du Service Civique des Jeunes en France, elle est diplômée de l’ESSEC et de la Harvard Kennedy School,.
En 1995, elle cofonde Unis-Cité,.
Elle a été coordinatrice de la chaire entrepreneuriat social de l’ESSEC et a fondé l’incubateur social et fonds d’amorçage philanthropique Antropia.

## Parcours professionnel

### Unis-Cité
Elle cofonde Unis-Cité en 1994, qui propose aux jeunes de 16 à 25 ans de consacrer 6 à 12 mois de leur vie à servir la collectivité tout en faisant l’apprentissage du travail d’équipe dans la diversité. Depuis 1995, ce sont 12.500 jeunes qui ont été accompagnés. Le profil est hétérogène:  décrocheurs comme diplômés, des quartiers populaires comme des quartiers plus aisés.
Pendant ses années à l’ESSEC, Marie Trellu-Kane rencontre celles avec qui elle va créer Unis-Cité: Anne-Claire Pache et Julie Chénot, étudiantes sur le campus de Cergy. Une étudiante de l'université de Yale vient présenter à l’ESSEC l’expérience de la City Year (en) («une année pour la ville»), qui propose aux jeunes Américains de consacrer douze mois de leur vie à la solidarité. Cette association créée à la fin des années 1980 par des étudiants d’Harvard va inspirer les étudiantes et plus tard les politiciens, sur le modèle des Etats-Unis: ce concept des étudiants de Harvard ayant été à l’origine du lancement du «service civil américain», lancé par Bill Clinton.
Marie Trellu-Kane ajoute à ce concept la nécessité de la diversité dans les actions, les volontaires devant faire équipe avec d’autres n’étant pas de la même “origine sociale” a priori,.
Au début expérimental, Unis-Cité sera la source du lancement du service civique en France. En 2005, à la suite des émeutes urbaines, Jacques Chirac lance le service civil volontaire, mais c’est en 2010 que le service civique est créé.

### Le CESE
Depuis 2010, Marie Trellu-Kane est membre du CESE, au titre de la cohésion sociale et territoriale et de la vie associative. Elle y a effectué deux mandatures : de 2010 à 2015 et de 2015 à 2020. Elle siège à la commission temporaire sur la dépendance et à celle sur le « Rapport annuel sur l'état de la France ». Elle est aussi suppléante au Comité national du programme européen jeunesse en action.
Durant cette période, elle a corédigé, avec Olivier Mugnier, l’Avis du CESE sur le Projet de loi de programmation relatif au développement solidaire et à la lutte contre les inégalités mondiales, publié en septembre 2020.

### Fondation pour la Mémoire de l’Esclavage
Marie Trellu-Kane est administratrice et Secrétaire du Bureau de la Fondation pour la Mémoire de l’Esclavage,.

### Ashoka
Marie Trellu-Kane est depuis 2010 Fellow Ashoka,.

## Prix et distinctions
- Chevalière de l'ordre national du Mérite en 2010,
- « Femme en or » dans la catégorie « femmes de cœur » en 2012[2].

## Ouvrages
- Liberté, égalité et ?, Éd. Débats Publics Editions, 11 novembre 2021, 118 p.  (ISBN 2375096614)
- Changer le monde à 20 ans - Du rêve citoyen au service civique, Éd. Le Cherche-Midi, 5 mars 2015, 192 p.  (ISBN 2749141133)
- L'entreprise sociale (aussi) a besoin d'un business plan, avec Thierry Sibieude, Éd. Rue de l'échiquier, 23 juin 2011, 320 p. (ISBN 978-2-917770-27-6)
- Demain, le service civil - Et si tous les jeunes consacraient une année de leur vie à la solidarité ?, avec Anne-Claire Pache, Lisbeth Sheperd, Éd. Pearson, 13 mars 2006, 211 p.  (ISBN 2-7440-6215-4)